# Je plaide non coupable
Pour plus de détails, voir Fiche technique et Distribution.
Je plaide non coupable est un film franco-britannique réalisé par Edmond T. Gréville, sorti en 1956.

## Synopsis
À Londres, Victoria Martin, jeune réceptionniste d'un hôtel et ancienne résistante, est accusée du meurtre de son amant, Julien Wells. Deux journalistes, également anciens du maquis et envoyés spéciaux de France-Soir, sont convaincus de son innocence et vont tout faire pour la disculper...

## Fiche technique
- Titre : Je plaide non coupable
- Réalisateur : Edmond T. Gréville
- Scénario : Edmond T. Gréville d'après un roman de Michael Gilbert
- Dialogues : Edmond T. Gréville
- Photographie : Jacques Lemare
- Cadreur : Gustave Raulet
- Montage : Jean Ravel
- Musique : Jean Wiéner
- Décors : Eugène Piérac
- Son : René-Christian Forget
- Scripte : Lucie Lichtig
- Directeur de production : Fred d'Orengiani
- Sociétés de production : Élysée Films, Gibraltar Productions (Londres)
- Sociétés de distribution : Les Films Corona
- Pays de production :  France |  Royaume-Uni
- Langue : Français
- Tournage : du 14 novembre 1955 au 15 janvier 1956
- Format : Noir et blanc — 35 mm — 1,37:1 — Son : Mono
- Genre : Film dramatique
- Durée : 93 minutes (1 h 33)
- Date de sortie : 
  - France : 11 avril 1956

## Distribution
- Franck Villard  :  Pierre Lemaire
- Andrée Debar  : Victoria Martin
- John Justin : Nap Rumbold
- Barbara Laage : la dame de l'Interpol
- Marcel Lupovici : un truand
- Lucien Callamand
- Noël Darzal
- Margo Lion : Madame Gimelet
- Stephen Murray : Summers
- Russell Napier : l'inspecteur Hobson
- Gaston Orbal
- Leslie Perrins : Poyntel
- Kynaston Reeves : le colonel Wright
- Jacqueline Sassard
- Betty Stockfeld : Madame Roper
- Sydney Tafler : Camino
- Donald Wolfit : le juge
- Norman Wooland : Pelton